# Hans Broche
Hans Karl Broche (* 8. Juli 1896 in Naumburg (Saale); † 7. März 1963 in Essen) war ein deutscher Chemiker und in zahlreichen Unternehmen der Montanindustrie als leitende Führungskraft tätig.

## Leben
Hans Broche studierte Chemie an den Universitäten in Marburg und München. Seit 1918 war er Mitglied der Marburger Burschenschaft Germania. Er war ein Neffe und Schüler von Karl von Auwers, bei dem er 1922 in Marburg auch promovierte (Dr. phil. nat.). Im Oktober 1922 ging er als Assistent an das Kaiser-Wilhelm-Institut für Kohlenforschung, dessen Direktor Franz Fischer ihn schon 1923 mit der Leitung der Analytischen Abteilung beauftragte. In dieser Zeit leistete er wesentliche Beiträge zur Grundlagenforschung der Kokereiprozesse und zur Verbesserung der Herstellung von Koks.
Im Jahr 1927 wechselte Broche als Chefchemiker zur Mülheimer Bergwerksverein Aktiengesellschaft (MBV) und Gewerkschaft Mathias Stinnes, die miteinander über einen Interessengemeinschaftsvertrag verbunden waren. Dort entwickelte er gemeinsam mit Alfred Pott eine Methode zur Kohlenextraktion, das Pott-Broche-Verfahren. Aufgrund positiv bewerteter Laborergebnisse dieses Verfahrens und der vom Staat garantierten Benzinpreise nahm die Gewerkschaft Mathias Stinnes im Sommer 1935 eine Versuchsanlage in Betrieb. Ein Jahr später wurde mit dem Bau einer Großversuchsanlage in Welheim bei Bottrop begonnen und dafür die Ruhröl GmbH gegründet. Die Anlage ging Ende 1937 in Produktion als erstes Hydrierwerk, das Steinkohle zu synthetischen Kraftstoffen verflüssigte.
Spätestens 1935 war Broche Mitglied im Vorstand und Technischen Ausschuss der Ruhrgas AG. Ab 1938 leitete er als Vorstandsmitglied die Kohleveredlungsbetriebe der Gewerkschaft Mathias Stinnes und des MBV. Im Jahr 1952 wurde Hans Broche Vorstandsvorsitzender der Steinkohlenbergwerke Mathias Stinnes AG in Essen, zu der ab 1956 die drei Zechengesellschaften Gewerkschaft Mathias Stinnes, MBV und die Diergardt-Mevissen Bergbau AG gehörten.
Zudem war er Vorsitzender und Präsident zahlreicher Verbände. Dazu zählten ferner die DECHEMA Gesellschaft für Chemische Technik und Biotechnologie, der Deutsche Kokereiausschuss, ein Interessenverbund des VDEh und des Steinkohlebergbauvereins (Zusammenschluss von westdeutschen Bergwerksunternehmen des Steinkohlebergbaus nach dem Zweiten Weltkrieg), der Gemeinschaftsausschuss der Technik (GdT), ein 1949 gegründeter Interessenverband von Vertretern der Wirtschaft und Wissenschaft, der unter anderem die Bundesregierung in technisch-wirtschaftlichen Angelegenheiten beriet, und von 1950 bis zu seinem Tod die Gesellschaft der Freunde und Förderer der Folkwangschulen.

## Auszeichnungen
- 1953 DECHEMA-Medaille[13]
- 1953 Ehrendoktor TU Darmstadt (Dr.-Ing.)[14]
- 1957 Bundesverdienstkreuz (Großes Verdienstkreuz)[14]

## Werke (Auswahl)
- Über die Isomerie-Verhältnisse in der Pyrazolreihe. Phil. Diss., Marburg 1922.
- Neue Wege zur Verwertung des Kokereiteers. Verlag Stahleisen, Düsseldorf 1932.
- Einfluss der Gefügebestandteile auf die physikalischen und chemischen Eigenschaften von Koks und Schwelkoks. Verlag Stahleisen, Düsseldorf 1932.
- Die kalt-warme Trockenreinigung zur Entschwefelung von Kohlendestillationsgasen. Verlag Stahleisen, Düsseldorf 1933.
- Eigenschaften und Verhalten der Gasmasse bei der trockenen Gasreinigung. Verlag Stahleisen, Düsseldorf 1934.